# Фабріціо Морі
Фабріціо Морі (італ. Fabrizio Mori; нар. 28 червня 1969) — італійський легкоатлет, який спеціалізувався в бар'єрному бігу.

## Спортивні досягнення
Фіналіст двох олімпійських забігів на 400 метрів з бар'єрами — 6-е місце у 1996 та 7-е місце у 2000. На Іграх-2000 також брав участь у змаганнях з естафетного бігу 4×400 метрів, проте зупинився на півфінальній стадії. Також брав участь в олімпійських змаганнях 1992 року з бігу на 400 метрів з бар'єрами, проте не пройшов далі попереднього раунду.
Чемпіон світу з бігу на 400 метрів з бар'єрами (1999). Срібний призер чемпіонату світу з бігу на 400 метрів з бар'єрами (2001). Учасник фінальних забігів на 400 метрів з бар'єрами (4-е місце) та з естафетного бігу 4×400 метрів (7-е місце) на чемпіонаті світу-1997.
Бронзовий призер чемпіонату Європи з бігу на 400 метрів з бар'єрами (1998). Фіналіст (4-е місце) чемпіонату Європи з бігу на 400 метрів з бар'єрами (2002).
Багаторазовий переможець Кубку Європи з бігу на 400 метрів з бар'єрами (1996, 1997, 1999, 2001, 2002). Багато разів фінішував у трійках призерів змагань з бігу на 400 метрів з бар'єрами та з естафетного бігу 4×400 метрів на Кубках Європи.
Багаторазовий чемпіон та рекордсмен Італії з бігу на 400 метрів з бар'єрами.

## Визнання
- Член Зали слави легкої атлетики Італії[1]